# Јуто Нагатомо
Јуто Нагатомо (јап. 長友 佑都; Саиџо, 12. септембар 1986) јапански је фудбалер који игра на позицији одбрамбеног играча и тренутно наступа за Галатасарај и репрезентацију Јапана.
Са репрезентацијом Јапана за коју је до сада одиграо 122 утакмицу на којима је постигао 4 гола наступао је на три Светска првенства (2010, 2014. и 2018), Купу Конфедерација 2013. године, Олимпијади 2008. године и на Азијском купу 2011. године који је репрезентација Јапана и освојила.

## Статистика
Ажурирано 14. новембра 2019.
| Јапан  | Јапан    | Јапан  |
| Година | Утакмице | Голови |
| ------ | -------- | ------ |
| 2008   | 7        | 1      |
| 2009   | 11       | 2      |
| 2010   | 16       | 0      |
| 2011   | 10       | 0      |
| 2012   | 10       | 0      |
| 2013   | 12       | 0      |
| 2014   | 10       | 0      |
| 2015   | 10       | 0      |
| 2016   | 5        | 0      |
| 2017   | 10       | 0      |
| 2018   | 8        | 0      |
| 2019   | 12       | 1      |
| Укупно | 122      | 4      |

## Успеси

### Клупски
Токио
- Царев куп: 2009.

Интер
- Куп Италије: 2010/11.

Галатасарај
- Суперлига Турске: 2017/18, 2018/19.
- Куп Турске: 2018/19.
- Суперкуп Турске: 2019.

### Репрезентативни
Јапан
- АФК азијски куп: 2011.

### Индивидуални
- Најбољи тим Џеј 1 лиге: 2009.
- Азијски фудбалер године: 2013.